# Кожухарь, Олеся
Олеся Кожухарь (рум. Olesea Cojuhari; род. 29 марта 1990, Кишинёв) — молдавская легкоатлетка, специалистка по бегу на короткие дистанции. Выступала за национальную сборную Молдавии по лёгкой атлетике в 2008—2015 годах, бронзовая призёрка Европейских игр в Баку, многократная победительница национальных первенств, рекордсменка страны, участница летних Олимпийских игр в Лондоне.

## Биография
Олеся Кожухарь родилась 29 марта 1990 года в Кишинёве, Молдавская ССР.
Заниматься бегом начала в возрасте 11 лет — записалась в секцию по наставлению тренера, посетившего урок физкультуры.
В 2008 году стартовала в беге на 400 метров на чемпионате мира среди юниоров в Быдгоще, но не сумела преодолеть здесь предварительный квалификационный этап.
Впервые заявила о себе в лёгкой атлетике на взрослом международном уровне в сезоне 2010 года, когда вошла в основной состав молдавской национальной сборной и побывала на командном чемпионате Европы в Бергене, откуда привезла награду золотого достоинства, выигранную во второй лиге на дистанции 400 метров.
В 2011 году на командном европейском первенстве в Стокгольме в той же дисциплине стала серебряной призёркой третьей лиги.
На соревнованиях в Бухаресте в июне 2012 года установила национальный рекорд Молдавии в 400-метровой дисциплине — 52,00. Благодаря череде удачных выступлений удостоилась права защищать честь страны на летних Олимпийских играх в Лондоне — в программе бега на 400 метров с результатом 53,64 остановилась на предварительном этапе, не сумев отобраться в полуфинальную стадию.
После лондонской Олимпиады Кожухарь осталась в составе легкоатлетической команды Молдавии и продолжила принимать участие в крупнейших международных стартах. Так, в 2013 году она выступила на летней Универсиаде в Казани, на чемпионате мира в Москве и на командном чемпионате Европы в Гейтсхеде, где в рамках третьей лиги выиграла серебряную и золотую медали в беге на 200 и 400 метров соответственно.
В 2015 году в беге на 400 метров стартовала на Универсиаде в Кванджу, взяла бронзу в третьей лиге на командном европейском первенстве в Чебоксарах, завоевала две бронзовые медали на Европейских играх в Баку (вторую — в эстафете 4 × 400 метров).
Впоследствии работала тренером по бегу в клубе Sporter Run.